# Símbolo alquímico

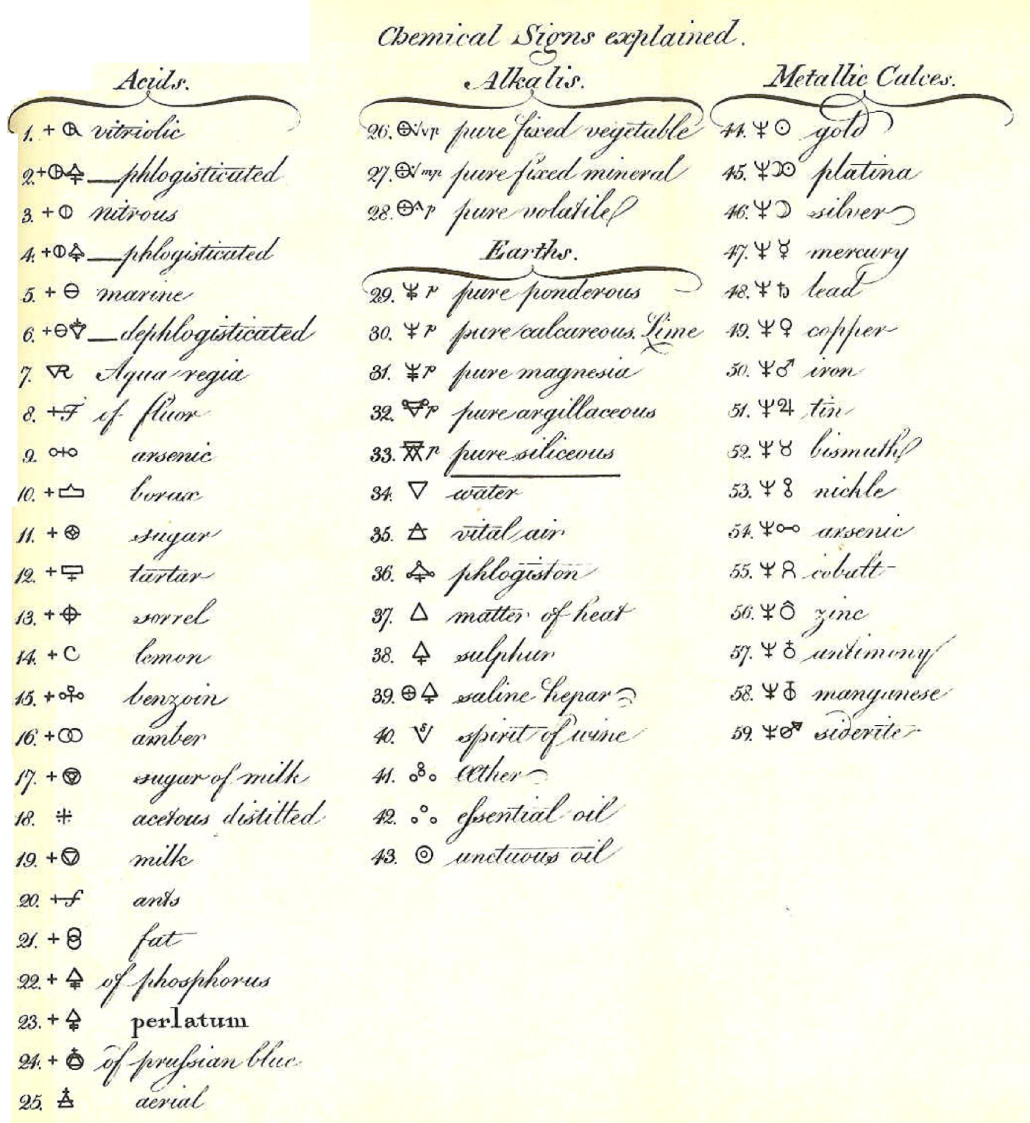
Símbolos alquímicos en Dissertation on Elective Affinities de Torbern Bergman (1775).

Los símbolos de la alquimia solían fundarse en la transformación de fórmulas matemáticas en signos geométricos llamados símbolos de alquimista o sellos. Estos, según cada cultura, podrían variar desde simples figuras geométricas, resultantes de la aplicación de fórmulas matemáticas, hasta complejas imágenes metafóricas, en las cuales cada elemento solía tener un significado propio. También podían ser símbolos interpretados a criterio del autor. Así, Newton usaba en sus fórmulas alquímicas símbolos que provenían de una fusión de diversos lenguajes simbólicos utilizados en culturas precedentes. La alquimia se basa en sus tres principios: el mercurio o principio de fluidez, la sal con sus propiedades terreas y el azufre con sus propiedades favorecedora de la combustión

## Las tres bases
De acuerdo con Paracelso, las tres bases (Tria Prima) eran:
- El azufre, el principio vital, anónimo e inconsciente:
- El mercurio, el alma y la conciencia:
- La sal, el cuerpo, lo sólido, la materia en el sentido propio:

## Los cuatro elementos
Estos muestran las características de calor, frío, sequedad y humedad:
- El fuego, cálido y seco:
- El agua, fría y húmeda:
- El aire, cálido y húmedo:
- La tierra, fría y seca:

## Los siete metales planetarios
Cada uno de los siete metales conocidos en la Antigüedad, estaba “dominado” o “manejado” por uno de los siete cuerpos celestes conocidos. Aunque tenían su propio símbolo, fueron representados por el símbolo del cuerpo correspondiente.
- Oro representado como el Sol ☉ ☼ (  )
- Plata representado como la Luna ☽ (  )
- Cobre representado como Venus ♀ (  )
- Hierro representado como Marte ♂ (  )
- Estaño representado como Júpiter ♃ (  )
- Mercurio representado como Mercurio ☿ (  )
- Plomo representado como Saturno ♄ (  )[1]

Los planetas Urano, Neptuno y el planeta enano Plutón fueron descubiertos posteriormente y no forman parte de símbolos alquímicos tradicionales. Algunos alquimistas modernos consideran apropiados los símbolos de estos planetas para representar los metales radiactivos uranio, neptunio y plutonio.
También, el Monas Hieroglyphica es un símbolo alquímico ideado por John Dee como combinación de los glifos de los metales planetarios que se conocían hasta el momento.

## Elementos mundanos

"Cuadratura del círculo": un glifo alquímico relacionado con la piedra filosofal.

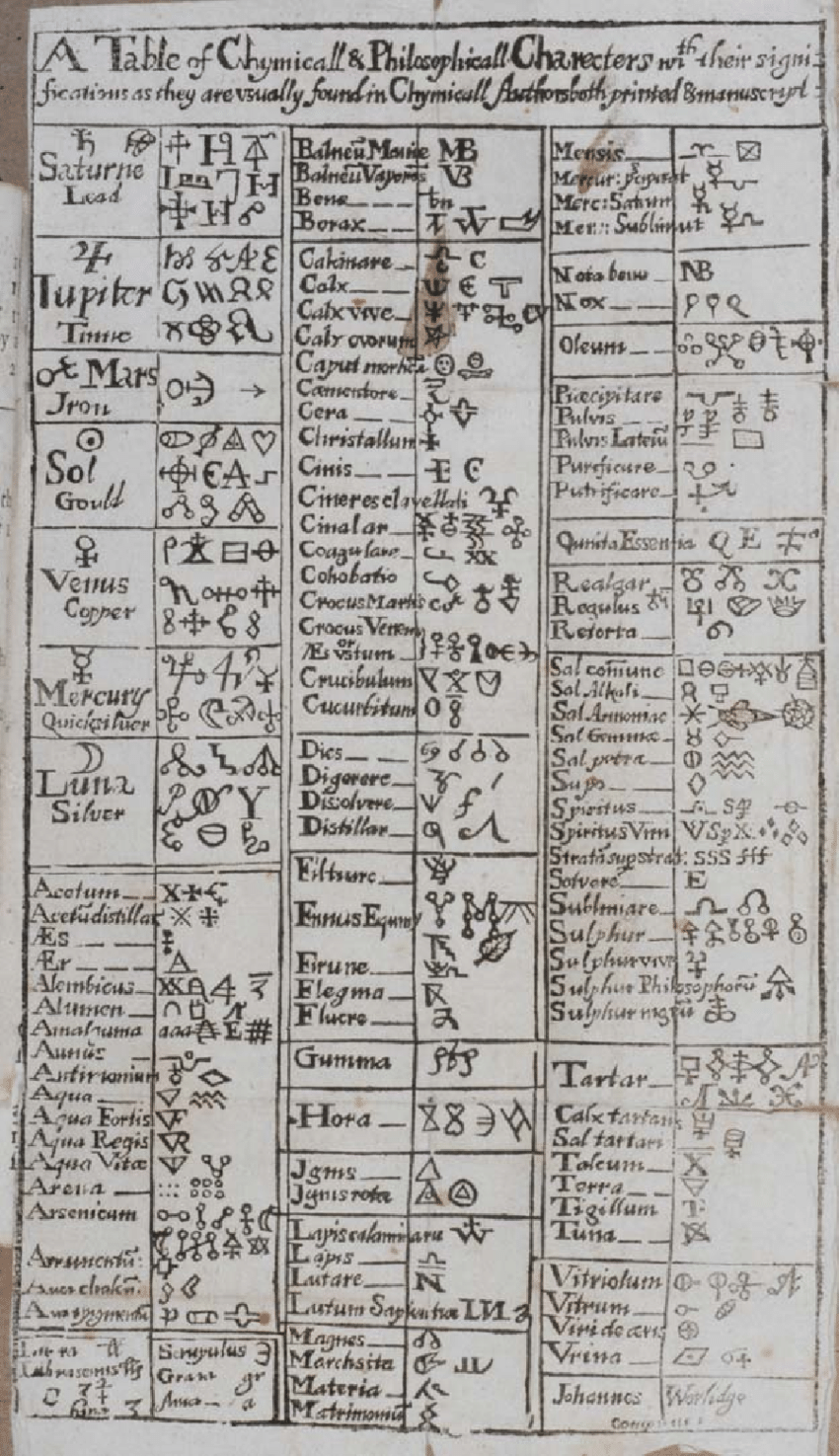
Tabla alquímica medieval del alquimista Basil Valentine, ca. 1670.

- Antimonio ♁
- Arsénico
- Bismuto
- Platino ☽☉
- Azufre
- Azufre negro
- Zinc

## Componentes alquímicos
- Amoníaco de sal
- Aqua vitae S.V.
- Amalgama
- Cinabrio Ʒ
- Vitriolo

## Los 12 Procesos Alquímicos
Los 12 procesos alquímicos básicos se consideran la base de procesos químicos modernos. Cada uno de estos procesos es representado por uno de los 12 signos del zodiaco.
- Descomposición mediante la calcinación (Aries )
- Descomposición mediante la digestión (Leo )
- Descomposición mediante la putrefacción (Capricornio )

- Modificación mediante la coagulación(Tauro )
- Modificación mediante la fijación (Géminis )
- Modificación mediante ceración (Sagitario )

- Separación mediante la destilación (Virgo )
- Separación mediante la sublimación (Libra)
- Separación mediante la filtración (Escorpio )

- Unión mediante la disolución (Cáncer )
- Unión mediante la multiplicación (Acuario )
- Unión mediante de la proyección (Piscis )